# 四要一没有
「四要一沒有」是中華民國總統陳水扁於2007年3月4日（元宵節）晚上出席台灣人公共事務會25週年慶祝晚宴時，所發表的訴求與主張；而在當日上午，前總統李登輝批評其提過的“四不一沒有”。

## 内容
「四要一沒有」的具體內容：
台灣要獨立，臺灣要正名，臺灣要新憲，臺灣要發展；臺灣沒有左右路線，只有統獨的問題。

## 有關各方的反應

### 台湾政界
中華民國總統府副秘書長卓榮泰於2007年3月5日強調，台灣正名無關更改國號，追求獨立也不是宣布台獨，總統的談話是「經過每天的醞釀與縝密的思考」。
台灣社秘書長楊文嘉表示，陳總統明確提出四要一沒有之後，整個國家的總目標「總算和台灣歷史的發展接軌」，台灣社給予陳總統高度的肯定。
親民黨政策會執行長黃義交則認為：「選舉到了，陳總統故技重施、炒作統獨。」而傅崐萁、馮定國、劉文雄等三位親民黨立法委員則於2007年3月5日到法院按鈴控告陳水扁的「四要一沒有」涉嫌《中華民國刑法》外患罪。
民主進步黨立法委員蕭美琴2007年3月12日在其無名小站部落格發文《左右的問題》，表示：「我同意總統說台灣有統獨的問題，但是我認為不能說沒有左右的問題。……台灣當然有左右的問題，具體的呈現就在加劇形成的M型社會結構上。……統獨層面的問題，對台灣非常重要，也讓台灣社會經濟面的問題更為複雜；但統獨並非所有社會經濟問題的根源。像美國沒有統獨的問題，但俄亥俄州面臨鋼鐵業沒落、密西根州面臨汽車工業外移的問題，都是全球化產業分工快速變遷的結果。我們如果讓統獨的問題掩飾社會經濟問題的重要性，或奪取我們需要去面對社會經濟問題的所有能量，政府也許會面臨嚴重的信任危機。」
台灣團結聯盟2007年3月5日發表新聞稿《真的不用怕修憲高門檻嗎？－民進黨2005年修憲大錯恐怕已成為台灣制憲正名的「歷史共業」！》，批判四要一沒有的「一沒有」；同時批評，民進黨「平常封殺制憲正名，到了選舉才大喊『不要怕』、才高呼『新憲法』，又忽略自己執政所造成的『左右問題』」，是「口號治國」。台灣團結聯盟主席黃昆輝在2007年3月6日晚上提出「台聯版四要一沒有」作為台聯2008年立委選舉的主要訴求，全文為「要飯碗，要清廉，要正義，要幸福，沒有白賊七的政治」，暗諷四要一沒有是白賊七的講話。
2007年3月6日，李登輝說，台灣已經是獨立的國家，現在講台灣獨立會引起國際社會誤解；不如朝向「台灣是主權獨立的國家」的共識努力，才能讓台灣成為正常國家。
2008年1月1日，台聯發言人周美里表示，民進黨不認真施政，每逢選舉就消費本土社團、消費台灣意識，對台灣人的團結、台灣意識的凝聚都是傷害；如果只寄望民進黨，等於「把所有雞蛋都放在一個籃子裡」，才會危及台灣主體性之確保。
2015年4月12日，民主進步黨新潮流系大老洪奇昌說，臺灣不宜再像陳水扁政府時代一樣從四不一沒有走向四要一沒有，應務實面對未來。2015年10月29日，洪奇昌在清華大學法學院演講，更直言臺灣海峽兩岸關係一定要走和平發展的道路，他認為民進黨即使在2016年中華民國總統選舉重返執政也不致於走到法理臺獨，「臺灣共和國可以是我們的理想，但它不是一個可以落實的目標」。

### 中华人民共和国
中華人民共和國外交部部長李肇星於2007年3月5日在北京表示，試圖將台灣從中國分離出去的人都是「歷史罪人」，並強調《反分裂國家法》「不是擺在那邊沒用的」，而且「一個人能成為人才，最基本的一點是，要像愛自己的母親一樣熱愛自己的祖國，也才會熱愛人民；熱愛自己的人民，也熱愛全人類的進步事業」。

### 美国
2007年3月6日，美國國務院發言人肖恩·麥考馬克（Sean McCormack）說：眾所周知，美國不支持台灣獨立，也反對台灣海峽兩岸任何一方片面改變現狀，這將是區域和平穩定的威脅、更攸關美國利益與台灣福祉；他並強調，美國嚴肅看待陳水扁能否依循其承諾，是對其領導能力、政治家風範、可信賴程度，以及與各方交往、維繫區域穩定與照顧台灣利益的重要考驗；「任何令人質疑陳總統承諾的言論，都是沒有助益的（unhelpful）」。同日，美國在台協會發言人何志（Thomas Hodges）說，陳水扁是否履行四不一沒有，考驗他的領導能力、可信賴度和政治風範，也考驗他維持台海和平的能力；「可能引起對這些承諾疑慮的談話，是沒有幫助的」。

### 學界
台灣政治評論家及台獨人士林保華認為，四要一沒有是要為四不一沒有進行解套，既然中國搞統一戰線，台灣當然應該公開喊獨立，「否則台灣不就等於是投降了嗎？」
國立台灣大學社會工作學系助理教授王雲東認為，四要一沒有是選舉語言，意在凝聚泛綠基本教義派選民，並藉此激起中華人民共和國反制，以在台灣內部獲取政治利益。淡江大學公共行政學系教授施正鋒認為，陳水扁可能是想追求「歷史地位」，想在卸任前對泛綠基本教義派選民有所交代。
美國傳統基金會資深研究員費浩偉指出，四要一沒有看起來像選舉語言，為的是提升本省人對於民進黨及其候選人在立法委員選舉與總統大選的支持，卻忽視了美國小布希政府要陳水扁「不要發表挑釁聲明」的警告；小布希政府因為感激中國在朝鮮核問題上的協助，不會以「跟北京翻臉」來幫助陳水扁。美國戴維森學院（Davidson College）政治系副教授任雪麗（Shelley Rigger）說，陳水扁想要刺激北京當局做出讓台灣人民害怕的回應來改變台灣輿論，以便他進一步做更多事；陳水扁也想讓泛藍陣營說出一些他可以解釋為過度親中的言論，藉以打擊泛藍陣營。史汀生中心東亞研究室主任容安瀾（Alan Romberg）則說，雖然大家都了解四要一沒有是為了國內政治考量，但四要一沒有會在陳水扁剩下的總統任期內影響台美關係。
美國賓夕法尼亞大學國際關係學系教授林霨指出，四要一沒有不會對美國有影響，因為「內容沒有新意，大家一向都知道陳水扁要台獨」；而且，陳水扁講的不是「他即將要做什麼」，而是「他想要的東西」。
2008年4月10日，台獨人士林建良評論2008年中華民國總統選舉結果，認為「民進黨敗於自己的無知與傲慢」，更直指喊出四要一沒有、標榜支持台灣獨立建國的陳水扁是「隱性統派」。

## 相關報導
- 2007年3月5日，蘋果日報 (台灣)：府急為「四要一沒有」消毒
- 宣示「四要一沒有」 扁：台灣要獨立[永久]
- 「四要一沒有」震撼彈 扁下「獨藥」 殺傷力猶勝蜂炮[永久]
- 四要一沒有 扁宣示 台灣要獨立